# Solenopsis wolfi
Solenopsis wolfi är en myrart som beskrevs av Carlo Emery 1915. Solenopsis wolfi ingår i släktet eldmyror, och familjen myror. Inga underarter finns listade i Catalogue of Life.